# Per Victor Widengren
Per Victor Widengren (Per Wiktor Widengren), né le 14 janvier 1909 à Vingåker (comté de Södermanland) et mort le 25 avril 1976 en Autriche à 67 ans, était un pilote automobile suédois spécialiste de courses sur glace en Scandinavie sur circuits.

## Biographie
Son père étant un riche industriel suédois, grossiste en confection. Per Victor devint en 1932 directeur du personnel dans la compagnie familiale AB L & P Widengren basée à Vingåker, l'année même de son mariage (futur père de cinq garçons), après avoir effectué des études dans le textile et le prêt-à-porter aux États-Unis en 1928-1929, ainsi qu'en Allemagne en 1930-1931.
Il débuta la compétition automobile en 1930 (non qualifié au GP de l'Eifel sur Mercedes-Benz SSK) et cessa de courir après le Grand Prix de Finlande 1936 pour prendre la succession familiale à l'usine de Vingåker. Il eut pour principaux rivaux tout au long de sa carrière le norvégien Eugen Bjørnstad, fréquemment équipé du même modèle Alfa Romeo et le finlandais Karl Ebb.
Il remporta deux des trois Grand Prix automobiles organisés par la Norvège entre 1934 et 1936, en hiver.
Il appréciait également le golf et le bridge.
Il est enterré au cimetière de Båstad Nya Kyrkogård.
(outre les marques Mercedes-Benz puis Alfa Romeo, il courut aussi sporadiquement au volant  d'une Amilcar C6 en 1933, et son frère cadet Henken Henrik Widengren -né en mai 1910- pilota également dans la même discipline à partir de 1930, entre autres en 1932 sur Aston Martin en terminant alors deuxième du British Empire Trophy sur OM GP8, cinquième des 24 Heures du Mans sur modèle LM ("Le Mans") L4 1,5 l avec l'anglais Sammy Newsome et, neuvième du Grand Prix hivernal de Suède)

## Palmarès
Grand Prix (8, hors championnat d'Europe des pilotes)

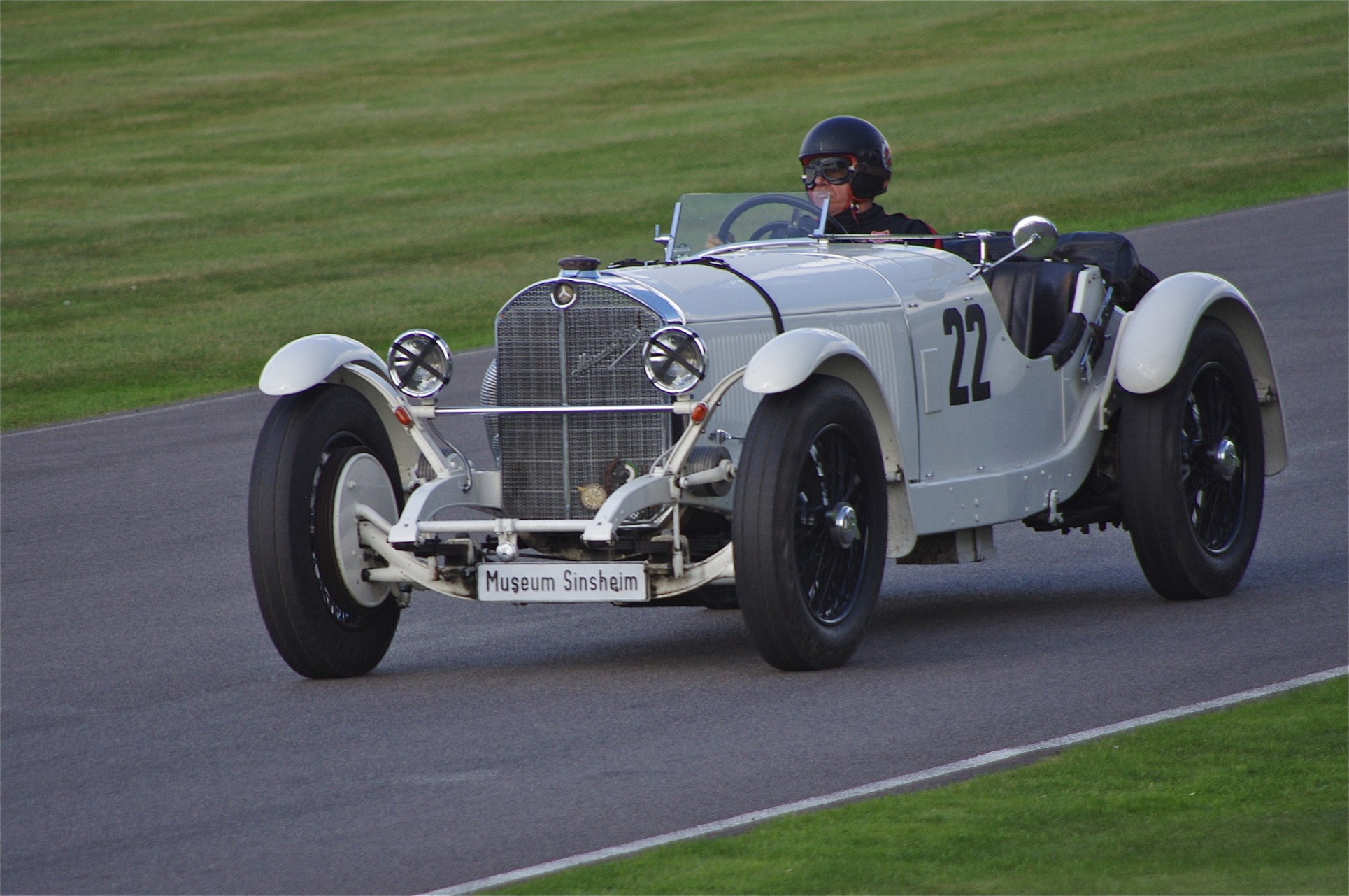
Une Mercedes-Benz SSK.

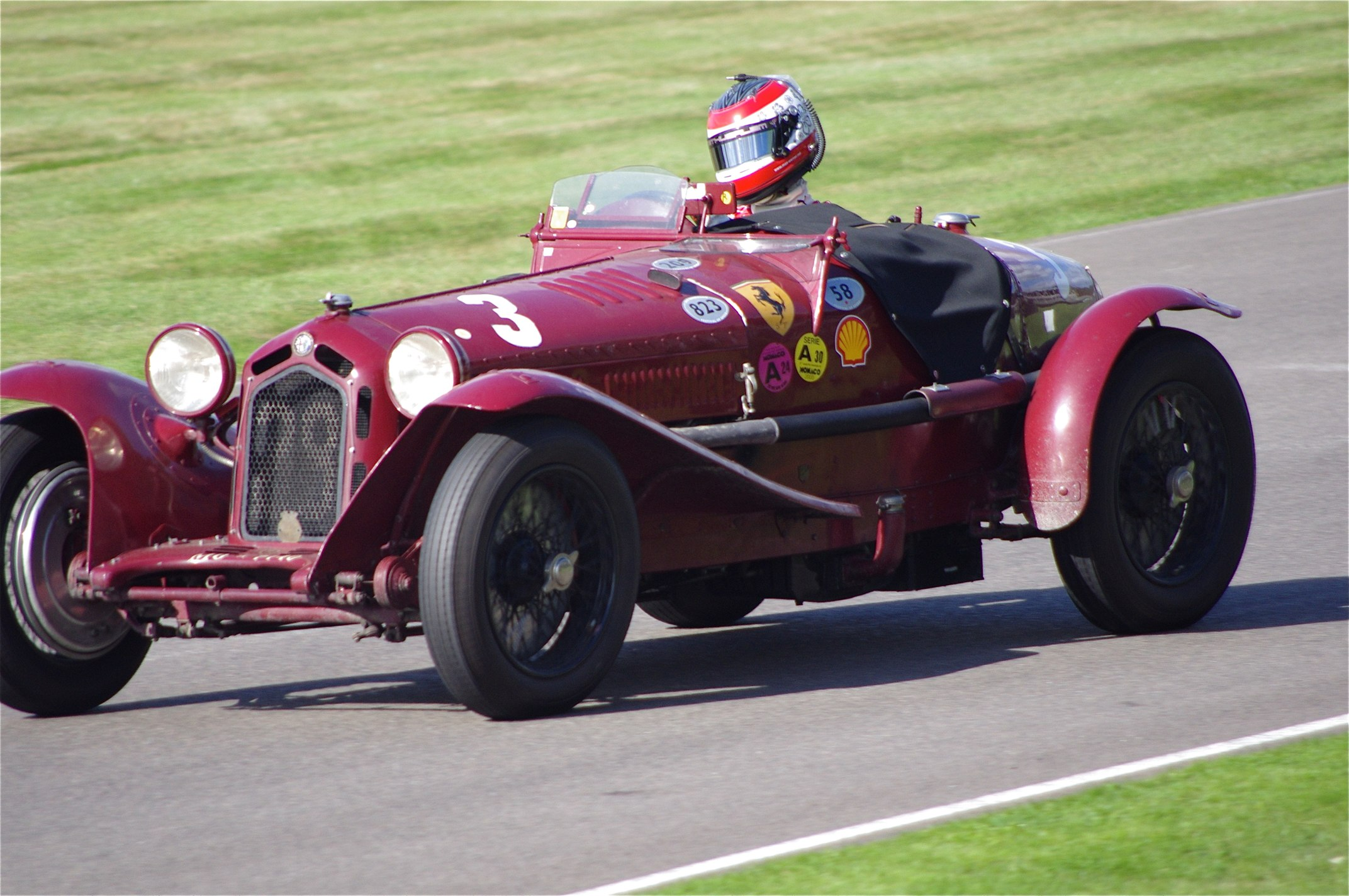
Une Alfa Romeo 8C 2300 Monza.

- 1932: Grand Prix de Finlande (Finlands Storlopp), sur Mercedes-Benz SSK (à Eläintarharata);
- 1932: Munksnäsloppet (Munkkiniemenajo), sur Alfa Romeo 8C 2300 "Monza" (à Helsinki)
- 1933: Grand Prix hivernal de Suède (glace), sur Alfa Romeo 8C 2300 (et meilleur tour en course, sur le circuit de Rämen)
- 1934: Grand Prix de Pologne, sur Alfa Romeo 8C 2600
- 1934: Grand Prix de Norvège (glace), sur Alfa Romeo 8C 2600 (circuit de Mjøsa, Lillehammer)
- 1935: Grand Prix de Norvège (glace), sur Alfa Romeo 8C 2600 (circuit de Bogstad, Oslo)
- 1935: Vallentunaloppet, sur Alfa Romeo 8C 2600 (circuit de Vallentnasjön)
- 1936: Långforssjöloppet, sur Alfa Romeo 8C 2600 (circuit de Långforssjön, Sala)
  - deuxième du Grand Prix de Lviv (Pologne) en 1933, sur Alfa Romeo 8C 2300
  - deuxième  du Grand Prix de Finlande en 1936 sur Alfa Romeo 8C 2600
  - troisième de la Fredenloppet en 1934 (glace), sur Mercedes-Benz SSK (lac de Freden, comté de Västerås)
  - quatrième du Grand Prix hivernal de Suède en 1932 (glace), sur Mercedes-Benz SSK (à Rämen)

Courses de côte:
- 1931: Hallstabacken (Sollefteå), sur Mercedes-Benz SSK
- 1931: Iselsta Brink (Stockholm), sur Mercedes-Benz SSK
- 1931: Norlingsbergsbacken (Falun), sur Mercedes-Benz SSK
- 1934: Norlingsbergsbacken (Falun), sur Alfa Romeo 8C 2600
- 1935: KlevalidenNorra (Huskvarna), sur Alfa Romeo 8C 2600